# كليفورد دي. سيماك
كليفورد دونالد سيماك (بالإنجليزية: Clifford D. Simak)‏ (/ˈsɪmək/؛ 3 أغسطس، 1904 – 25 إبريل، 1988) كان كاتب خيال علمي أمريكي. فاز بثلاث جوائز هوغو وجائزة نوبيلا. منحته منظمة كتاب الخيال العلمي في أمريكا جائزة جراند ماستر الثالثة، وجعلته رابطة كتّاب الرعب واحدًا من ثلاثة فائزين افتتاحيين لجائزة برام ستوكر لإنجاز العمر.

## سيرته الشخصية

### النشأة وتعليمه ومهنة الصحافة
وُلد سيماك في ميلفّيل، وسكونسن عام 1904، ابن جون لويس ومارغريت (وايزمان) سيماك. ارتاد سيماك جامعة وسكونسن – ماديسون ثم درَّس في المدارس العامة حتى عام 1929. عمل لاحقًا في صحف متنوعة في الغرب الأوسط. بدأ شراكة لمدى الحياة مع مينيابوليس ستار آند تريبون (في مينيابوليس، مينيسوتا) عام 1939، والتي استمرت حتى تقاعده عام 1976. أصبح محرر أخبار مينيابوليس ستار عام 1949 ومنسقًا لسلسلة قراءة العلوم لمينيابوليس ستار عام 1961.

### حياته الشخصية
تزوج من أغنيس كوشنبرج في 13 إبريل، 1929، وكان لديهما طفلان، ريتشارد «ديك» سكوت (1947-2012) وشيلي إيلين. كتب في مقدمة مرارًا وتكرارًا، «كنت زوجًا سعيدًا لنفس الامرأة لثلاثين عامًا ولدي طفلان. تسليتي المفضلة هي الصيد (الطريقة الكسولة؛ الاستلقاء في قارب وتركهم يأتون إلي). الهوايات: الشطرنج، وجمع الطوابع، وزراعة الورود.« كرَّس كتابه لزوجته كاي، «التي لم أكن لأكتب سطرًا دونها». كان محبوبًا كثيرًا من قبل أصدقائه من كتّاب الخيال العلمي وبالأخص إسحق عظيموف.

### وفاته
توفي في مينيابوليس في 25 إبريل 1988.

## مهنة الكتابة
أصبح سيماك مهتمًا بالخيال العلمي بعد قراءة أعمال إتش. جي. ويلز عندما كان طفلًا. كان أول اسهاماته للأدب »عالم الشمس الحمراء«، المنشورة بواسطة هوغو جيرنزباك في عدد شهر ديسمبر 1931 من قصص العجائب مع رسم توضيحي افتتاحي لفرانك آر. بّول. نشر خلال سنة ثلاث قصص أخرى في مجلات اللب لجيرنزباك وواحدةً في مجلة قصص مدهشة، حررها هاري بيتس في ذلك الحين. ولكن عمله الوحيد الذي نُشر في الخيال العلمي بين العامين 1932 و1938 كان »الخالق« (حكايات مارفل #4، مارس-إبريل 1935)، قصة بتضمينات دينية، والذي كان نادرًا في هذا النوع.
بمجرد أن ترأس جون دبليو. كامبيل مجلة قصص مدهشة منذ أكتوبر 1937، بدأ بإعادة تعريف المجال، عاد سيماك وكان مساهمًا منتظمًا في قصص الخيال العلمي المدهشة (كما أعيد تسميتها عام 1938) طوال العصر الذهبي للخيال العلمي (1938-1950). في البداية، كما في الرواية المتسلسلة لعام 1939 المهندسون الكونيون، كتب بأسلوب النوع الفرعي السابق »العلم الخارق« والذي أتقنه إي. إي. »دوك« سميث، ولكن سرعان ما طور أسلوبه الخاص، والذي يوصف عادةً بأنه رقيق وأدب رعوي. خلال هذه الفترة، نشر سيماك أيضًا عددًا من قصص الحرب والقصص الغربية في مجلات اللب. قد تكون رواية مدينة أشهر كتبه، وهي رواية مبنية على قصص قصيرة بفكرة مشتركة وهي رحيل الجنس البشري النهائي من الأرض.
استمر سيماك بإنتاج روايات مرشحة لجوائز خلال خمسينيات وستينيات القرن العشرين. بمساعدة صديق له، استمر بكتابة ونشر الخيال العلمي و، لاحقًا، الفنتازيا، في الثمانينيات من عمره. اعتقد بأن الخيال العلمي الذي لا يتجذر في الحقيقة العلمية كان مسؤولًا عن الإخفاق في أخذ النوع على محمل الجد، وصرَّح بأن غايته كانت جعل النوع جزءًا من ما اسماه »خيالًا واقعيًا«.

## المواضيع
تُكرر قصص سيماك عادةً أفكارًا ومواضيع أساسيةً قليلة. البيئة في وسكونسن الريفية قبل كل شيء. شخصية قاسية فردية غير متحضرة تأتي حرفيًا مع المنطقة، أفضل الأمثلة هو هيرام تاين، بطل رواية الفناء الأمامي الكبير. كلب هيرام »توسر« (»توسر« في بعض الأحيان) هو علامة مسجلة للعديد من أعمال سيماك. لكن البيئة الريفية ليست شاعريةً دائمًا، وفي حلقة حول الشمس ولكنها مليئة بالتعصب والانعزالية.
توجد عادةً في قصص سيماك فكرة أنه ليس هنالك وقت ماضٍ لمسافر الزمن ليذهب إليه. بدلًا من ذلك، يتحرك عالمنا على طول مجرى الحياة، الانتقال إلى مكان مختلف في الزمن هو الانتقال لعالم آخر تمامًا. وبالتالي في مدينة يجتاح فيها النمل الأرض، لكن الكلاب الأذكياء والبشر الباقين يهربون إلى عوالم أخرى في مجرى الزمن. في حلقة حول الشمس يهرب غير الطبيعيين المضطهدين إلى كواكب أرض أخرى، إذا كان بالإمكان رؤيتهم جميعًا دفعة واحدة، سيكونون في مراحل مختلفة من مدارهم حول الشمس، ومن هنا جاء العنوان. في «الزمن هو أبسط الأشياء» يهرب غير الطبيعي من الغوغاء بالعودة في الزمن، لنجد أن الماضي مكانٌ لا توجد فيه كائنات حية والأشياء الجامدة بالكاد حقيقية.
يلعب السفر عبر الزمن كذلك دورًا مهمًا في مرارًا وتكرارًا التي كُتبت ببراعة، والتي تغامر بعد ذلك في ما وراء الطبيعة. يعود مسافر الفضاء المفقود منذ فترة طويلة برسالة تنحدر من الخيال العلمي ولكنها دينية في نغمتها. بعد تحطم مركبته على كوكب، يرعاه لاحقًا مثيلون سماويون –أرواح؟ أشباح؟- يبدو أن هذا يرافق كل كائن واعٍ خلال الحياة. تستفيد الفئات الدينية من ملاحظاته المشوشة، ويهدد الانشقاق بإشعال الحرب على الأرض.
الذكاء، الولاء والصداقة، وجود الله والأرواح، الفوائد غير المتوقعة وضرر الابتكار، الأدوات كامتداداتٍ للبشرية، والكثير من الأسئلة التي تُستكشف من قبل روبوتات سيماك، التي يستعملها مثل »بدلاء للبشر«. تبدأ روبوتاته كبشر ميكانيكيين ودودين، لكنهل تتحول بطرق مدهشة. بعد أن تصبح ذكية، تنتقل الروبوتات إلى المواضيع المشتركة مثل »لماذا نحن هنا؟« و»هل لدى الروبوتات أرواح؟« ومن الأمثلة كبير الخدم المخلص جينكينز في مدينة، والروبوت المتدين هيزيكيل في اختيار الآلهة، وروبوتات الحدود في الإنقاذ الخاص وإرث النجوم، والروبوتات الشبيهة بالرهبان في مشروع البابا الذي يبحث عن الجنة.
يذهب وعي روبوتات سيماك لأبعد حدوده في جميع فخاخ الأرض. اكتسب روبوت عمره 600 عام، وهو خادم عائلة اسم ريتشارد دانيل، يُعتبر من المنقولات لتُعاد برمجته وتضيع كل ذكرياته. يركض الروبوت بعيدًا، يصعد على متن سفينةٍ فضائية، ويمر من خلال الفراغ الفوقي دون حماية. يكتسب دانيال القدرة على رؤية وحل مشاكل أي شيء –سفينة، روبوت، إنسان– عن بعد. ينجرف ويُطارد على أنه من المنقولات. يُصادف كوكبًا حدوديًا ويجد هدفًا، في مساعدة الرياديين كطبيب، وخادم، ومستعمر، وصديق. يصل دانيل هنا إلى فكرة: البشر أذكى مما يعتقدون. يمكن أن تصبح الروبوتات الطليقة التي صنعها الإنسان أدواتٍ بقدرات شبه بشرية تفيد البشرية بشكل مباشر أو غير مباشر. وهكذا تفعل الروبوتات، والجنس البشري، يهربون من »كل فخاخ الأرض«.
الموضوع الديني حاضر عادةً في أعمال سيماك، لكن أبطال الرواية الذين بحثوا عن الله بالمعنى التقليدي يميلون إلى إيجاد شيءٍ مجرد وغير بشري أكثر. لا يستطيع هيزيكيل في اختيار الآلهة تقبل هذا. اقتباس «يجب أن يكون الله، إلى الأبد، رجلًا لطيفًا طيبًا كبيرًا في العمر بلحية متدلية طويلة بيضاء».

## وصلات خارجية
- كليفورد دي. سيماك على موقع IMDb (الإنجليزية)
- كليفورد دي. سيماك على موقع ميوزك برينز (الإنجليزية)
- كليفورد دي. سيماك على موقع قاعدة بيانات برودواي على الإنترنت (الإنجليزية)
- كليفورد دي. سيماك على موقع إن إن دي بي (الإنجليزية)
- كليفورد دي. سيماك على موقع ديسكوغز (الإنجليزية)
- كليفورد دي. سيماك على موقع قاعدة بيانات الفيلم (الإنجليزية)

- مؤلفات كليفورد دي. سيماك في مشروع غوتنبرغ
- أعمال أو نبذة عن كليفورد دي. سيماك على أرشيف الإنترنت
- أعمال كليفورد دي. سيماك في ليبري فوكس
- كليفورد دي. سيماك  على قاعدة بيانات الخيال التأملي على الإنترنت
- كليفورد دي. سيماك في قاعدة بيانات الأفلام على الإنترنت
- كليفورد دي. سيماك على موقع فايند أغريف